# Ferdinand Monoyer
Ferdinand Monoyer (9 tháng 5 năm 1836 – 11 tháng 7 năm 1912) là một bác sĩ nhãn khoa người Pháp, nổi tiếng với việc định ra khái niệm đi-ốp vào năm 1872 và phát minh ra bảng Monoyer được dùng để kiểm tra thị lực.

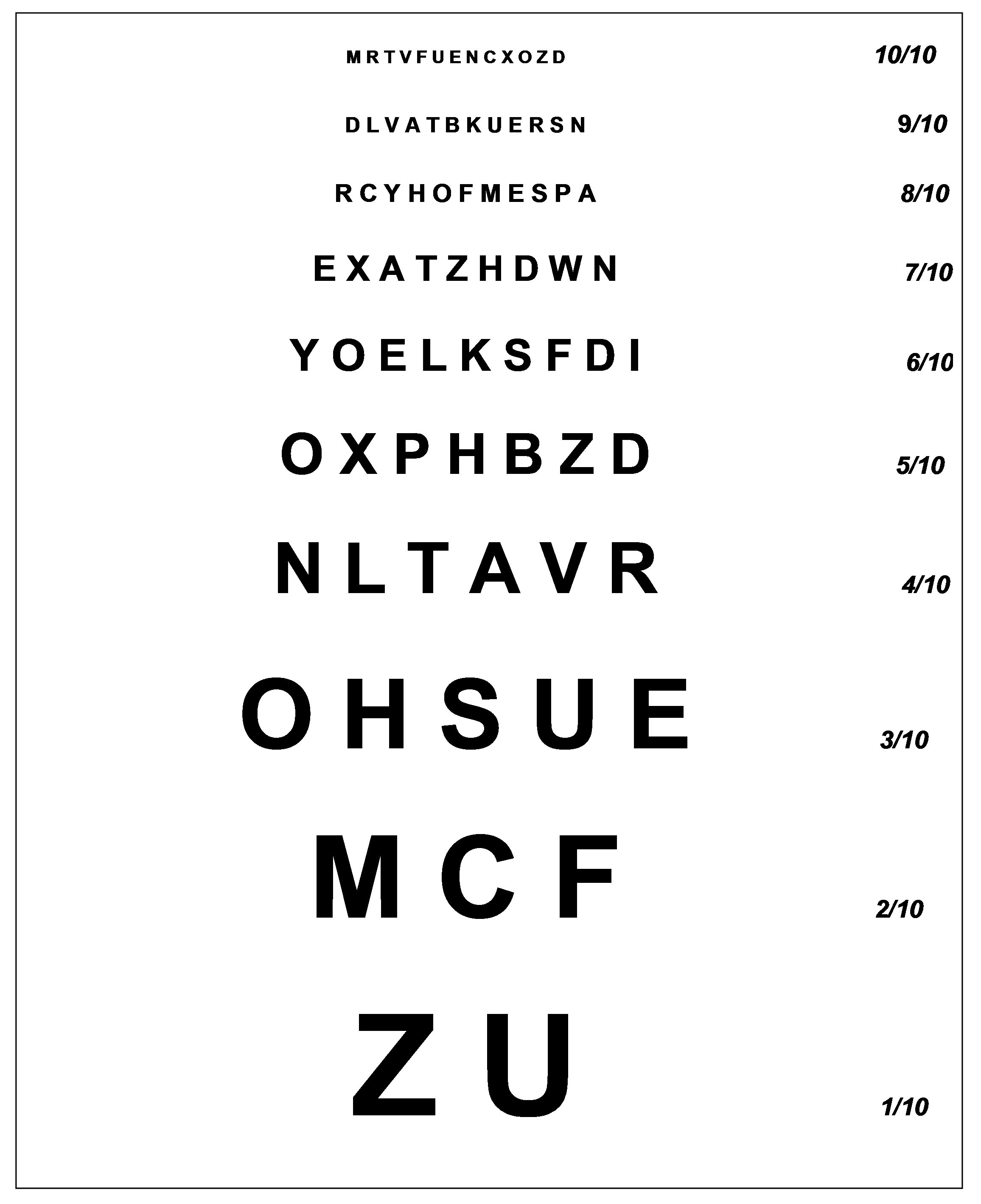
Bảng Monoyer. Đọc ngược từ dưới lên ở bên trái và phải sẽ ra họ tên của "Ferdinand Monoyer"

Ông đưa tên của mình vào các ký tự ngẫu nhiên trong bảng Monoyer, khi đọc từ dưới lên trên ở hai cột ngoài cùng.

## Tiểu sử
Monoyer có mẹ là người Alsace và cha là một bác sĩ quân y Pháp.
Ông là phó giáo sư về vật lý y tế tại Khoa Y, Đại học Strasbourg năm 1871. Sau đó, ông trở thành giám đốc phòng khám nhãn khoa của Khoa Y, Đại học Nancy từ 1872 đến 1877. Ông cũng là giáo sư về vật lý y tế của khoa Y, Đại học Lyon từ 1877 đến 1909.

## Qua đời
Monoyer qua đời ở tuổi 76. Mộ ông được đặt tại Nghĩa trang Guillotière ở Lyon. Vào 13 tháng 7 năm 1912, một cuộc tiễn đưa của bạn bè và các thành viên Khoa Y, Đại học Lyon đã đưa giáo sư Monoyer về nơi an nghỉ cuối cùng. Giáo sư Hugounenq nhắc lại sự nghiệp của Monoyer với tư cách hiệu trưởng Đại học Lyon, phó giáo sư Nogier phát biểu thay mặt các học trò cũ và Louis Dor đọc một diễn văn thay mặt Hiệp hội nhãn khoa Lyon.
Bài phát biểu vinh danh Monoyer của Chủ tịch Hiệp hội Y khoa quốc gia Lyon trong phiên họp 11 tháng 11 năm 1912 của Hiệp hội đã kết luận: "Để nhớ đến học giả này, Hiệp hội Y khoa cúi đầu với sự tôn trọng và nỗi buồn. Hiệp hội đã mất đi một người bạn, một người cố vấn, người đã luôn suy nghĩ và đào sâu."